# Epicypta
Epicypta is een muggengeslacht uit de familie van de paddenstoelmuggen (Mycetophilidae).

## Soorten
- E. aterrima (Zetterstedt, 1852)
- E. fumigata (Dziedzicki, 1923)
- E. helvopicta Chandler, 1981
- E. latiuscula Zaitzev, 1987
- E. lepida Chandler, 1981
- E. limnophila Chandler, 1981
- E. nigrobasis (Dziedzicki, 1923)
- E. scatophora (Perris, 1849)
- E. torquata Matile, 1977